# Miejska Szkoła Podstawowa nr 1 im. Powstańców Śląskich w Knurowie
Szkoła Podstawowa nr 1 im. Powstańców Śląskich w Knurowie – została założona w 1810 roku i jest najstarszą placówką edukacyjną na terenie miasta Knurów, posiada również certyfikat Szkoły z Klasą nadany 1 października 2004 przez ówczesnego prezydenta Polski Aleksandra Kwaśniewskiego.

## Rys historyczny
Miejska Szkoła Podstawowa nr 1 im. Powstańców Śląskich w Knurowie jest najstarszą szkołą miasta Knurów, ale jak podaje w swojej kronice ks. Alojzy Koziełek, nie była ona pierwszą placówką szkolną na terenie miasta.
Budynek szkolny domus scholaris znajdował się na prawym brzegu rzeki, ku ul. Wolności i był własnością proboszcza, nazwany przez ludność farką. W roku 1810/1811 wybudowano nową szkołę blisko cmentarza na gruncie organistowskim. Pod jedną strzechą była izba szkolna, mieszkanie nauczyciela i obora. W roku 1864 inspektor powiatowy Ks. Waniura stwierdził potrzebę budowy nowej szkoły, gdyż ta nie wystarcza dla ludności z Knurowa i Krywałdu.
W roku 1868 stara szkoła została rozszerzona o jedną klasę i mieszkanie dla drugiego nauczyciela. W roku 1880 przystąpiono do wybudowania nowej szkoły wzdłuż ul. Kościelnej. Wykonawcą był mistrz murarski Jaroszek. Nowa szkoła miała trzy klasy i mieszkania dla trzech nauczycieli.
W latach 1909–1910 ponownie rozbudowano szkołę na dziesięć klas. W 1912 roku powstało nowe skrzydło z czterema klasami. To obecne zabudowania przy ul. Słoniny 1. W 1920 wprowadzono ponownie – po przerwie od 1872 roku – fakultatywną naukę języka polskiego. W czasie plebiscytu kilka izb szkolnych wykorzystywano na sprawy organizacyjne związane z powstaniem. Rok szkolny 1922/1923 rozpoczął się w trudnych warunkach. Wszyscy nauczyciele z czasów niemieckich wyjechali. Został tylko jeden: Scheer Ernest. Przyjęto dziesięciu nowych, głównie z Małopolski. Dyrektorem został Józef Loos. W 1929 uruchomiono przy szkole Dokształcającą Szkołę Górniczą. 15 listopada 1931 poświęcono sztandar szkolny z wizerunkiem św. Stanisława Kostki. Jego imię nadano szkole. W czasie wojny nauka odbywała się w języku niemieckim. Po wojnie w 1945 przeprowadzono w szkole remont.
W drugiej połowie maja 1971 szkoła otrzymała sztandar i imię Powstańców Śląskich. Zaś 26 maja po raz pierwszy odśpiewano hymn szkoły pt.: Szkoło nasza ukochana autorstwa Kornelii Blachy, Janiny Hadom oraz Anny Korepty.
W 2008 roku budynek szkoły został ponownie wyremontowany.

## Dyrektorzy szkoły
- 1810 – 1819 Franciszek Zaremski
- 1819 – 1837 Franciszek Chmielius
- 1837 – 1859 Leopold Waluszek
- 1859 – 1866 Gerwazy Pampuch
- 1866 – 1871 Wilhelm Wenzel
- 1871 – 1912 Paweł Jarząbek
- 1912 – 1930 Józef Loos
- 1930 – 1934 Marcin Mazurski
- 1934 – 1945 Władysław Świdrak
- 1945 – 1955 Ernest Ligocki
- 1955 – 1984 mgr Jerzy Gałkowski
- 1984 – 1991 mgr Kazimierz Bednarz
- 1991 – 2005 mgr Piotr Królicki
- 2005 – 2015 mgr Anna Misiura
- 2015 – obecnie mgr Barbara Starek